# An Baul
Pour les articles homonymes, voir An.
An Baul (hangeul : 안바울) est un judoka sud-coréen né le 25 mars 1994 à Séoul. Il a remporté la médaille d'argent en moins de 66 kg aux Jeux olympiques d'été de 2016 à Rio de Janeiro et deux médailles mondiales, un titre en 2015 et une médaille de bronze en 2018.

## Palmarès

### Compétitions internationales
| Année | Compétition             | Lieu           | Résultat | Catégorie      |
| ----- | ----------------------- | -------------- | -------- | -------------- |
| 2015  | Championnats asiatiques | Koweït         | 2e       | Moins de 66 kg |
| 2015  | Championnats du monde   | Astana         | 1er      | Moins de 66 kg |
| 2016  | Jeux olympiques         | Rio de Janeiro | 2e       | Moins de 66 kg |
| 2017  | Championnats asiatiques | Hong Kong      | 1er      | Moins de 66 kg |
| 2018  | Jeux asiatiques         | Jakarta        | 1er      | Moins de 66 kg |
| 2018  | Championnats du monde   | Bakou          | 3e       | Moins de 66 kg |
| 2022  | Championnats du monde   | Tachkent       | 3e       | Moins de 66 kg |

### Tournois Grand Chelem, Grand Prix et Masters
| Année | Compétition     | Lieu        | Résultat | Catégorie      |
| ----- | --------------- | ----------- | -------- | -------------- |
| 2014  | Grand Prix      | Jeju        | 2e       | Moins de 66 kg |
| 2015  | Grand Prix      | Düsseldorf  | 3e       | Moins de 66 kg |
| 2015  | Grand Chelem    | Abu Dhabi   | 1er      | Moins de 66 kg |
| 2016  | Grand Chelem    | Paris       | 3e       | Moins de 66 kg |
| 2016  | Grand Prix      | Düsseldorf  | 1er      | Moins de 66 kg |
| 2016  | Masters mondial | Guadalajara | 1er      | Moins de 66 kg |
| 2017  | Grand Chelem    | Tokyo       | 3e       | Moins de 66 kg |
| 2018  | Grand Chelem    | Paris       | 1er      | Moins de 66 kg |
| 2018  | Grand Prix      | Hohhot      | 3e       | Moins de 66 kg |
| 2019  | Grand Chelem    | Abu Dhabi   | 3e       | Moins de 66 kg |
| 2020  | Grand Chelem    | Paris       | 1er      | Moins de 66 kg |
| 2020  | Grand Prix      | Tel Aviv    | 1er      | Moins de 66 kg |
| 2021  | Masters mondial | Doha        | 1er      | Moins de 66 kg |
| 2021  | Grand Chelem    | Tachkent    | 1er      | Moins de 66 kg |
| 2022  | Grand Prix      | Almada      | 3e       | Moins de 66 kg |
| 2022  | Grand Chelem    | Paris       | 2e       | Moins de 66 kg |
| 2023  | Grand Prix      | Almada      | 2e       | Moins de 66 kg |
| 2023  | Masters mondial | Budapest    | 3e       | Moins de 66 kg |